# Santuario della Madonna di Filetta
La Chiesa di Santa Maria dell’Ascensione o Filetta è una santuario che si trova nei pressi di Amatrice nel territorio della parrocchia di Villa San Lorenzo a Flaviano in provincia di Rieti nel Lazio. Fu costruita nel 1472 sul luogo in cui la pastorella Chiarina Valente vide cadere dal cielo un cammeo luminoso, nel quale riconobbe l'immagine della Madonna.
Ogni anno la domenica dell'Ascensione, a maggio, in occasione della festa della Madonna di Filetta, patrona di Amatrice, una processione unisce dal capoluogo tutti gli abitanti dell'amatriciano per celebrare la messa ed il successivo pic-nic di tradizione sui prati circostanti.
La chiesa si segnala sotto il profilo artistico per gli affreschi dell'abside, opera di Pierpalma da Fermo nel 1480, e per quelli di Dionisio Cappelli.
La struttura, seppur non crollata, è stata pesantemente danneggiata dai terremoti del 24 agosto 2016  e dal 30 ottobre 2016.